# ジョルジ・ベンジョール
ジョルジ・ベンジョール（Jorge Ben Jor、 本名：Jorge Duílio Lima Menezes、ジョルジ・デュイリオ・リマ・メネゼス、1945年3月22日 - ）はブラジルリオデジャネイロ出身の歌手でギタリスト。
サンバにソウル、ファンク、ロックを取り入れた、サンバ・ホッキ（Samba Rock, サンバ・ファンキ、サンバ&ソウルなどともいう）のスタイルを確立したミュージシャンとして知られ、ブラジルでは知らない人はいない。人種や老若男女問わず広く一般大衆に好まれ、ブラジル人（特にカリオカ）は彼の曲をよく口ずさむほどである。
彼の作曲で知られる楽曲に、セルジオ・メンデスのヒット曲としても知られるMas Que Nada（マシュ・ケ・ナダ）がある。またTaj Mahal（タジ・マハール）なども有名で、この曲は2008年8月まで、トヨタのヴァンガードのCMに使用されていた。

## バイオグラフィ

### 名称
初期はエチオピア人である母方の姓からジョルジ・ベンと名乗っていたが、後に1989年のアルバム"Ben jor"より、ジョルジ・ベン・ジョールと改名した。ベンジョール（Benjor）と表記されることもある。

### 経歴
父親のアウグストは港湾の労働者で、エスコーラ・ジ・サンバ・アカデミコス・ド・サルゲイロのメンバーであり、またビスポ地区にあるブロコ・カルナヴァレスコ・コメタス・ド・ビスポの創立者であった。母シルヴィアはエチオピア系移民のブラジル人である。
彼は少年時代から、父親の見よう見まねでサンバに親しみ、打楽器を叩いていた。その後次第にギターも弾くようになり、17歳の頃には一般的なカリオカ（リオっ子）として音楽とサッカーに親しんでいたという。特に少年期はフラメンゴのジュニアクラスの選手だった。これらから、今でも彼はサンバはサルゲイロ、サッカーはフラメンゴのファンとして知られる。18歳で兵役を終えると、音楽の道へ進むようになり、コパカバーナ地区ドゥヴィヴィエール街のナイトクラブが集まる場所であり、またボサノヴァ誕生にも大きく影響した有名なベコ・ダス・ガハーファス（酒瓶の袋小路）でプロとして出入りするようになる。同年代同地域出身のアーティストとしてのちにMPB史上有数の歌手となるチン・マイアがおり、少年時代より音楽仲間であったという。またホベルト・カルロスやエラスモ・カルロスも歳が近く同地域出身のアーティストとして知られている。
彼はその1つであるボトルズというクラブで、のちにヒット曲となるPor Causa De Você, Menina（ポル・カウザ・ヂ・ヴォセ、ミニーナ）やChove Chuva（ショヴィ・シューヴァ）を歌っていたが、そこで客が野次を飛ばして騒いでいたのを、ポリグラムのディレクターであるアルマンド・ピリチアーニに見出された。1963年、コンチネンタル・レーベルでシングル盤のMas Que Nadaを発売。その直後、フィリップス・レーベルでSamba Esquema Novo（サンバ・エスケーマ・ノーヴォ、訳：サンバ新体制）を発売、2ヶ月で10万枚を越すセールスを記録した。
このことから、エリス・ヘジーナ司会の「オ・フィーノ・ダ・ボサ」や、ブラジルの大人気歌手であるホベルト・カルロスの「ジョーベン・グアルダ」といったテレビ番組にも出演した。しかしこれらはまだ彼の人気が爆発的なものにはならなかった。
1966年、アメリカで2年前から活動していたセルジオ・メンデスが"セルジオ・メンデス&ブラジル66"というユニット名で、彼のMas Que Nada（マシュ・ケ・ナダ）やChove Chuvaを取り上げ、録音。マシュ・ケ・ナダが、ポピュラー・チャートでも大ヒットとなったことから、彼の名前がアメリカや日本など世界的にも知られるようになっていった。また1968年には、エリス・ヘジーナがZazueira（ザズエイラ）をヨーロッパで大ヒットさせた。翌1969年、ファンであるフラメンゴの優勝を祝って彼が作曲したPaís Tropical（パィス・トロピカル、訳：熱帯の国）がブラジルでも大ヒットした。この数年で彼をとりまく環境が一気に動いた。
1970年代に入ると、彼はヨーロッパツアーに出かけ、先のエリスが歌ったヒットによりパリなどでも熱狂的に迎えられた。また1972年には日本公演も行う。まだ彼の名前は日本では知る人ぞ知るという程度であったが、バックバンドのトリオ・モコトーを従え、2月18日の大阪に続き、21日の東京の日比谷公会堂で行われたショーに出演。この時の会場は招待客を含んでいたが、彼とトリオ・モコトーの迫力のある演奏に圧倒され、その場に居合わせた人々の間では伝説となっている。なお、この演奏は「ジョルジ・ベン・オン・ステージ」とのタイトルで2枚組LPとして日本独自で一度発売されたが、現在はすでに廃盤となったままで、CD化を望む声は多い。
1975年には、パリのオランピア劇場でショーを大成功させ、さらにジルベルト・ジルとのジャム・セッションを収録したアルバム『Gil e Jorge（ブラジリアン・ホット・デュオ）』を発表した。しかし1970年代後半に事件が起こる。1979年に大ヒットになったロッド・スチュワートの曲「アイム・セクシー」について、ジョルジ・ベン自作の「タジ・マハール」の盗作であるとして、訴訟沙汰になった。これは両者の曲の製作年から「タジ・マハール」の方が古く、ロッド側が彼の曲を聞いて既に知っていたとして敗訴、ジョルジ・ベン側の全面勝訴となった。そして「アイム・セクシー」の印税は、ユニセフに寄付されることとなる。ロッド・スチュアートは2012年の自伝の中で、無意識に盗作していたことを認めている。
しかし、その盗作疑惑や名前がアメリカのジャズ・ミュージシャンであるジョージ・ベンソンとよく間違われたこと、また自身の音楽の確立に悩んだことなどから、以降いくつかアルバムやヒット曲を飛ばすも、しばらく目立った活動は少なくなっていた。また、この間、彼の音楽に対して“ポスト・ボサノヴァ”や“サンバ・ホッキ（ロック）”などと形容されることも多かった。しかし、彼自身この時期には、よく聴いていたロックやファンク、ソウル、はたまたリンガラなどをも取り入れ、独自の音楽性を形成していった。そして1989年にアルバムBen jorの発表を機に、名前をジョルジ・ベンからジョルジ・ベン・ジョールに改名、コンスタントにアルバムを出し、1993年には再来日も果たした。また2008年9月7日には、第3回ブラジル・フェスティバル（主催・在日ブラジル商業会議所、後援・駐日ブラジル大使館および外務省）のために来日、代々木公園にて無料ライブが開かれた。
彼の音楽性として、カリオカの美学が挙げられる。リオの一般庶民の娯楽であるサンバやサッカー、またブラジル人の女性などが歌詞におり込まれ、また彼の歌詞の中には、サッカー選手やミュージシャンに限らず有名人の名前などが出てくることが、リオのセンスをよく表しており、同じブラジルでもサンパウロにはない感覚だといわれる。中でもCamisa 10 da Gávea（ガーヴェアの10番）はジーコに捧げた曲として知られる。またFio Maravilha（素敵なフィオ）は、フラメンゴの選手で友人だったフィオに捧げた曲だったが、フィオ自身が名誉毀損だと言い出したことから使えなくなり、Filho Maravilha（素敵な息子）に改めたというエピソードがある。
彼は多くのミュージシャンから敬愛され、若手からもリスペクトされ続け、現在でもよく彼の曲が取り上げられる。またリオの海岸で会っても気さくに挨拶し話してくれることなどから、多くの人たちに愛されている。

## 作品

Jorge Ben, 1972

- 1963 Samba Esquema Novo
- 1964 Sacundin Ben Samba
- 1964 Ben é Samba Bom
- 1965 Big-Ben
- 1967 O bidú-Silêncio no Brooklin
- 1969 Jorge Ben
- 1970 Força Bruta
- 1971 Negro é Lindo
- 1972 Ben
- 1973 10 Anos Depois
- 1974 A Tábua De Esmeralda
- 1975 Solta o Pavão
- 1975 Jorge Ben à l'Olympia
- 1975 Gil e Jorge (with Gilberto Gil)
- 1976 África Brasil
- 1976 Samba Nova
- 1977 Tropical
- 1978 A Banda Do Zé Pretinho
- 1979 Salve Simpatia
- 1980 Alô, Alô, Como Vai?
- 1981 Bem Vinda Amizade
- 1983 Dadiva
- 1984 Sonsual
- 1986 Ben Brasil
- 1989 Ben Jor
- 1992 Live In Rio
- 1994 23
- 1995 Homo Sapiens
- 1997 Musicas Para Tocar Em Elevador
- 2000 Puro Suingue
- 2002 Acústico MTV - Double CD release, available jointly or separately, consisting of Admiral Jorge V and Banda do Zé Pretinho
- 2004 Reactivus Amor Est (Turba Philosophorum)
- 2006 Sou da Pesada (7 Samurai Afroraduno Remix)/A Joven Samba *(Klasick Remix)